# Espluga
Espluga (Esplluga en aragonés mediorribagorzano) es una localidad española perteneciente al municipio de Foradada del Toscar, en la Ribagorza, provincia de Huesca, Aragón.